# ترمس شعري
الترمس الشعري (باللاتينية: Lupinus pilosus) نوع نباتي يتبع جنس الترمس من الفصيلة البقولية المعروفة بقدرتها على تثبيت النيتروجين الجوي من خلال بكتيريا المستجذرة.

## الموئل والانتشار
موطنه بلاد الشام وتركيا واليونان.

## الوصف النباتي
أوراقه مركبة كفية، تضم كل واحدة منها ما بين سبع وتسع وريقات. الأزهار زرقاء غامقة إلى بنفسجية وطرفها أبيض.

## مرادفات للاسم العلمي
- (باللاتينية: Lupinus hirsutus L., nom. ambig. (provisional))
- (باللاتينية: Lupinus varius L.)
- (باللاتينية: Lupinus pilosus Murray)